# Andrew Duggan
Andrew Duggan (28 de diciembre de 1923 – 15 de mayo de 1988) fue un actor estadounidense de carácter, que intervino en setenta filmes, entre ellos The Incredible Mr. Limpet, en el papel de Harlock y junto a Don Knotts, y en más de 140 programas televisivos entre 1949 y 1987.  

## Biografía
Nacido en Franklin, Indiana, fue también conocido por encarnar al personaje principal de la atracción de los parques Disney Carousel of Progress, y por interpretar la canción acompañante The Best Time of Your Life antes de la renovación con nuevas voces y canciones llevada a cabo en 1993. 
Duggan tuvo papeles recurrentes en Cimarron Strip y The Great Adventure, aunque raramente repetía el mismo papel, salvo un par de series de corta duración en las que interpretó al primer personaje, Bourbon Street Beat y Lancer. También tuvo un papel recurrente, el del General Ed Britt, en la 2ª y 3ª temporadas de la serie Twelve O'Clock High. También participó en unos pocos episodios de Bonanza y en el piloto de Hawaii Five-O, como un agente de inteligencia.
En 1971 Duggan fue John Walton en la película original de The Waltons The Homecoming: A Christmas Story. En la subsiguiente serie el papel lo interpretó Ralph Waite.
Duggan parecía omnipresente en las pantallas televisivas en las décadas de 1950 y 1960, actuando en prácticamente todas las series televisivas en producción en más de una ocasión y, entre las nuevas actuaciones y las reposiciones, no era raro verle en televisión varias veces a la semana en diferentes programas. Entre ellos figuraba la serie western de la ABC Tombstone Territory, en el episodio "The Epitaph". En 1959 fue escogido para trabajar en Bourbon Street Beat, show en el cual interpretaba a Cal Calhoun, director de una agencia de detectives de Nueva Orleans. 
En 1962 Duggan protagonizó la sitcom de la ABC Room for One More, junto a Peggy McCay, Ronnie Dapo y Tim Rooney. La trama era sobre una pareja con dos hijos que adoptaba otros dos. En 1964 intervino en un episodio de la exitosa serie de la década de los 60' El fugitivo con David Janssen en donde interpretó a un policía retirado tío de la actriz Joanna Pettet en el papel de Tina, la cual era una muchacha autista y mitómana. En 1965, en esa misma serie, intervino en el episodio "The End Is But The Beginings" en el papel de Harman, un trabajador en una fábrica.
Además, fue artista invitado de numerosos programas, como por ejemplo el drama circense protagonizado por Jack Palance en 1963-1964 para la ABC The Greatest Show on Earth, y la serie médica de la NBC The Eleventh Hour, en la cual encarnó a Carl Quincy en el episodio de 1963 titulado "Four Feet in the Morning". En 1967 participó en la serie de culto "Los invasores" en el capítulo "Doomsday minus one" por Francisco Rizzo (03/12/2017)
Duggan encarnó al patriarca en una serie emitida entre 1968 y 1970, e inspirada en Bonanza titulada Lancer, interpretando un personaje contrapartida de Ben Cartwright pero mucho más complejo y oscuro llamado "Murdoch Lancer", mientras que James Stacy era el hijo pistolero de Lancer. Wayne Maunder interpretaba al hijo mayor, Scott Lancer, educado en Boston, Massachusetts. A diferencia de Bonanza, Lancer solamente se mantuvo durante cincuenta y un episodios, pero la crítica calificaba los guiones y las actuaciones como excelentes. 
En 1980 Duggan actuó en un episodio de la serie televisiva M*A*S*H, interpretando al Coronel Alvin 'Howitzer Al' Houlihan, el legendario padre de Margaret Houlihan.         
Uno de los últimos papeles de Duggan fue el de Dwight D. Eisenhower en un programa televisivo titulado J. Edgar Hoover (1987), papel que él había tomado con anterioridad en Backstairs at the White House (1979). También fue Lyndon Johnson en otra biografía de Hoover, The Private Files of J. Edgar Hoover (1977). Además, fue un ficticio Presidente Trent en la parodia de las películas de espías In Like Flint (1967).
Andrew Duggan falleció en 1988 en Hollywood, California, a causa de un cáncer de garganta. Tenía 64 años de edad.